# Степанов, Егор Александрович
Егор Александрович Степанов (род. 3 февраля 2000, Магнитогорск, Челябинская область) — российский хоккеист, нападающий.

## Биография
На детско-юношеском уровне занимался в клубах «Металлург» Магнитогорск (2009—2013), «Динамо» Москва (2013—2016), «Трнава» (Словакия, 2016—2017). Вернувшись в Россию, стал выступать в системе челябинского «Трактора». В сезоне 2017/18 дебютировал в команде МХЛ «Белые медведи», со следующего сезона стал выступать за «Челмет» в ВХЛ. В сезоне 2019/20 провёл 17 матчей в КХЛ. 26 августа 2022 года был обменян на денежную компенсация в «Югру». 7 мая 2023 года в статусе лучшего снайпера сезона ВХЛ-2022/23 перешел в «Северсталь» в обмен на денежную компенсацию. 27 декабря 2024 года был обменян в "Адмирал".